# Diecezja Huarí
Diecezja Huarí (łac. Dioecesis Huariensis) – diecezja Kościoła rzymskokatolickiego w Peru. Należy do metropolii Trujillo. Została erygowana 2 kwietnia 2008 roku przez papieża Bendykta XVI konstytucją apostolską Solet Apostolica Sedes na miejsce istniejącej od 1958 roku prałatury terytorialnej.

## Ordynariusze

### Prałaci Huarí
- Marco Libardoni OSI (1958–1966)
- Dante Frasnelli OSI (1967–2001)
- Antonio Santarsiero Rosa OSI (2001–2004)
- Ivo Baldi Gaburri (2004–2008)

### Biskupi diecezjalni Huarí
- Ivo Baldi Gaburri (2008–2021)